# Себеусад
Себеу́сад (рос. Себеусад, марій. Волаксола) — присілок у складі Моркинського району Марій Ел, Росія. Адміністративний центр Себеусадського сільського поселення.

## Населення
Населення — 292 особи (2010; 309 у 2002).
Національний склад (станом на 2002 рік):
- лучні марійці — 99 %